# Ansèume Matieu
Ansèume Matieu   (Castèunòu dau Papa, 21 d'abril de 1828 - Castèunòu dau Papa, 8 de febrer de 1895) fou un escriptor occità, un dels fundadors del Felibritge.
Ansèume Matieu nasqué en una familia rural que tenia prou vinyes i oliveres per a mantenir els seus sis fills, dels quals Ansèume era el més jove. Sermion -el sobrenom que li havien donat els seus pares- no estudiava gaire al seu vilatge i fou enviat a Avinyó a la pensió Dupuy on Josèp Romanilha era nestre d'estudis i Frederic Mistral un jove alumne. A la pensió, s'interessà sobretot per la caça i les dones i portà una vida més dedicada al plaer que al treball. En aquella època, es feu molt amic de Marius Calvet, un altre company d'escola, gran aficionat a activitats similars. El 1850 se n'anà d'Avinyó per a treballar per a un advocat. Però no s'hi estigué gaire, l'any següent s'instal·là a Ais de Provença on Mistral acabava els seus estudis de dret. Allà tornà a viure una vida de plaers gràcies a l'ajuda financera d'una baronessa que coneixia íntimament. Fou més tard, també com els seus pares, un gran vinyater. Arruïnat per la fil·loxera, acabà la seva vida en la pobresa.
La seva obra poètica fou transmesa (i modificada) pel seu amic Frederic Mistral.

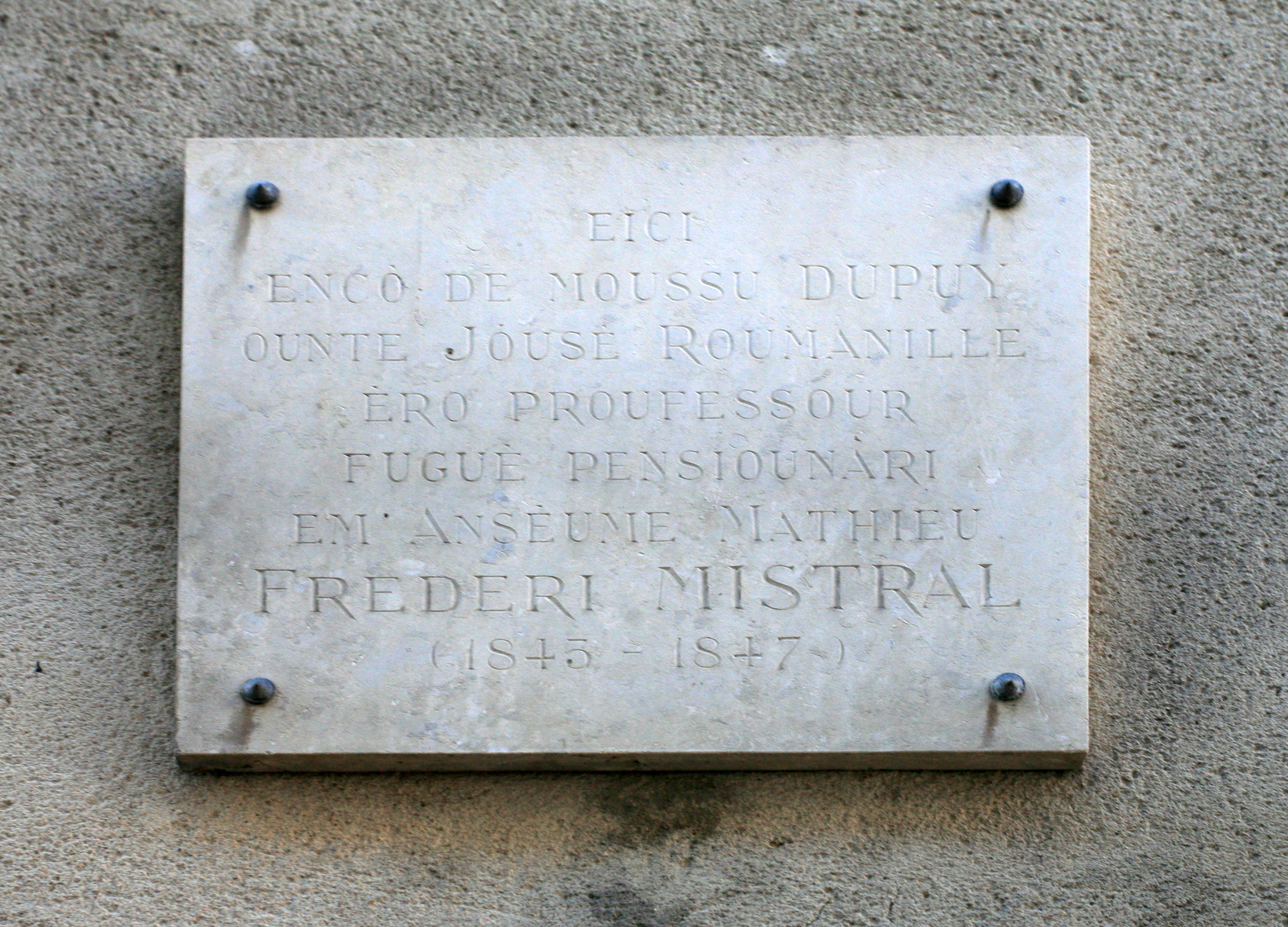
Placa a l'escola on estudiaren Matieu i Mistral